# اوگیلبی، کالیفرنیا
اوگیلبی (به انگلیسی: Ogilby) یک شهر در ایالات متحده آمریکا است که در شهرستان ایمپریال، کالیفرنیا واقع شده‌است. اوگیلبی ۱۱۱ متر بالاتر از سطح دریا واقع شده‌است.